# Петрино (Кировская область)
Петрино — поселок в Слободском районе Кировской области в составе Ильинского сельского поселения.

## География
Находится на расстоянии примерно 7 км по прямой на северо-восток от районного центра города Слободской.

## История
Известен с 1950 года как поселок Петринских торфоразработок с 7 хозяйствами и 25 жителями. Нынешнее название с 1978 года. В 1989 году в поселке оставалось 2 жителя . 

## Население
Постоянное население  составляло 1 человек (русские 100%) в 2002 году, 3 в 2010.